# The Face of Genius
The Face of Genius (deutsch Das Gesicht des Genies; auch bekannt als The Face of a Genius) ist ein US-amerikanischer Dokumentarfilm von 1966 unter der Regie von Alfred R. Kelman, der eine Hommage an das Leben und Werk des amerikanischen Dramatikers Eugene O’Neill darstellt.

## Inhalt
Eugene O’Neill (1888–1953), ein Katholik irischer Abstammung, war der erste und zu dem Zeitpunkt, als er 1936 den Nobelpreis für Literatur erhielt, amerikanische Dramatiker, der mit diesem Preis ausgezeichnet wurde.
O’Neills Vater war Schauspieler, der es trotz vieler Frustrationen zu einigem Ruhm in diesem Metier brachte. Seine Mutter war morphiumsüchtig und der Vater durch seinen Beruf oft lange abwesend, zudem starb sein zweitgeborener Bruder schon mit 1½ Jahren an Masern, was mit entscheidend dafür war, dass familiäre Probleme seine Kindheit und Jugend prägten, was sich später auch in seinen Stücken niederschlug. Das wurde besonders in einem seiner persönlichsten Werke Eines langen Tages Reise in die Nacht sichtbar. O’Neill besuchte eine katholische Schule und für kurze Zeit auch die Princeton University, die er aber schon bald nach einem Regelverstoß wieder verlassen musste. Danach versuchte er sich in verschiedenen Jobs und heiratete 1909 die junge New Yorkerin Kathleen Jenkins. Seine Familie missbilligte diese Ehe und O’Neill versuchte sich als Goldsucher in Honduras, musste aber wegen einer Malariaerkrankung nach New York zurückkehren. Noch bevor seine Frau den gemeinsamen Sohn Eugene jr. zur Welt brachte, trennten sich die Eheleute. Erst im Alter von elf oder zwölf Jahren lernte Eugene seinen Vater kennen. Eine weitere Station in O’Neills Leben war eine Zeit, in der er zur See fuhr. Nach dieser Episode führte er im Hafenviertel von Buenos Aires sowie später in New York und Liverpool ein Leben als Obdachloser und begann zu trinken.
Erst eine Erkrankung an Tuberkulose, die er überwand, führte zu einem Wendepunkt in O’Neills Leben. Er fing an zu schreiben. Ab 1916 arbeitete er mit den Provincetown Players zusammen. Diese Arbeiten läuteten die moderne Ära des amerikanischen Theaters ein. Mit Stücken wie The Emperor Jones (1920), Anna Christie (1920) und The Hairy Ape (1922) brachte O’Neill einen kraftvollen, volkstümlichen Realismus auf die Bühne mit Geschichten über Menschen am Rande ihrer Existenz, die angesichts einer niederschmetternden Tragödie um ihre Würde kämpften.
Obwohl O’Neill von den Kritikern mit Lob überschüttet und mit vier Pulitzer-Preisen ausgezeichnet wurde, half ihm das nicht, die Dämonen, von denen er zeit seines Lebens heimgesucht wurde, zu überwinden. Er brachte es auf mehrere gescheiterte Ehen und wie schon zwischen ihm und seinem Sohn schaffte er es auch nicht, eine Beziehung zu seiner Tochter Oona (die spätere Frau von Charlie Chaplin) aufzubauen, die aus seiner zweiten Ehe mit Agnes Boulton stammte. Dazu trug auch nicht bei, dass er 1936 als erster amerikanischer Dramatiker den Nobelpreis für Literatur, „für die Kraft, Ehrlichkeit und tiefempfundenen Gefühle in seinem dramatischen Werk, das eine eigenständige Idee der Tragödie“ verkörpere, erhielt. Für O’Neill war sein bereits 1941 von ihm vollendetes Stück Eines langen Tages Reise in die Nacht von besonderer Bedeutung, da er dessen Veröffentlichung testamentarisch erst 25 Jahre nach seinem Tod erlaubte. Seine dritte Ehefrau Carlotta Monterey gab es als Witwe aber bereits 1956 frei. Er widmete ihr das Stück mit den Worten: „Ich schenke Dir das Originalmanuskript dieses Schauspiels, es handelt von allem Leid, geschrieben mit Tränen und Blut.“ Die Person des Edmund in dem Stück, einem nach Halt Suchenden in einer Welt, die unberechenbar und sinnlos erscheint, stellt wohl sein Spiegelbild dar.
Als O’Neill seinen Sohn durch Selbstmord verlor, von seiner dritten Ehefrau 1946 wegen seelischer Grausamkeit verklagt wurde und von der Parkinson-Krankheit und Neuritis gezeichnet war, vernichtete er kurz vor seinem Tod einen beträchtlichen Umfang seines Werkes. Er starb 1953 in einem Bostoner Hotel an den Folgen einer erneuten Tuberkulose.

## Produktionsnotizen, Veröffentlichung
Produziert wurde der Film von Group W. Boston und WBZ Boston. Veröffentlicht wurde er am 21. März 1966 in den Vereinigten Staaten.
Es war das erste Mal, dass ein ursprünglich für das Fernsehen produzierter Film von der Akademie als bester Dokumentarfilm nominiert wurde.

## Rezeption

### Kritik
Paul Malcolm schrieb für die UCLA Library, der Film zeichne O’Neills Biografie nach, um den Preis des künstlerischen Engagements für die Wahrheit zu messen, sowohl persönlich als auch ästhetisch und sei eine – vielleicht passende – ernste Hommage an das Leben und Werk des amerikanischen Dramatikers. Jason Robards erzähle seine Lebensgeschichte anhand impressionistischer Bilder von Meereswellen, die an felsigen Küsten brechen, den im Winter kahlen Ästen knorriger Bäume und verlassenen Hütten auf windgepeitschten Äckern, die den düsteren Ton des Dokumentarfilms unterstreichen würden. Ebenfalls nachgestellt würden kurze Szenen aus All God’s Chillun Got Wings (1924) und The Iceman Cometh (1940) zusammen mit Kommentaren zu O’Neills Werk und Bedeutung von Arthur Miller, dem Theaterkritiker Brooks Atkinson und dem Regisseur José Quintero.
In der Variety war zu lesen: „Producer director Alfred Kelman turns in a masterful job of melding narration, script, stills, film and music into a first rate production.“ (Produzent und Regisseur Alfred Kelman gelingt es meisterhaft, Erzählung, Drehbuch, Standbilder, Film und Musik zu einer erstklassigen Produktion zu verschmelzen.)

## Auszeichnung
Alfred R. Kelman wurde 1967 für und mit dem Film für einen Oscar in der Kategorie „Bester Dokumentarfilm“ nominiert, der jedoch an Peter Watkins und den Film The War Game ging.